# 25725 McCormick
25725 McCormick (tên chỉ định: 2000 AW180) là một tiểu hành tinh vành đai chính. Nó được phát hiện bởi dự án Nghiên cứu tiểu hành tinh gần Trái Đất Lincoln ở Socorro, New Mexico, ngày 7 tháng 1 năm 2000. Nó được đặt theo tên Lydia L McCormick, an American high school student whose animal sciences project won first place ở the 2009 Giải thưởng Khoa học và Kỹ thuật Intel.